# Scherdor-Medrese

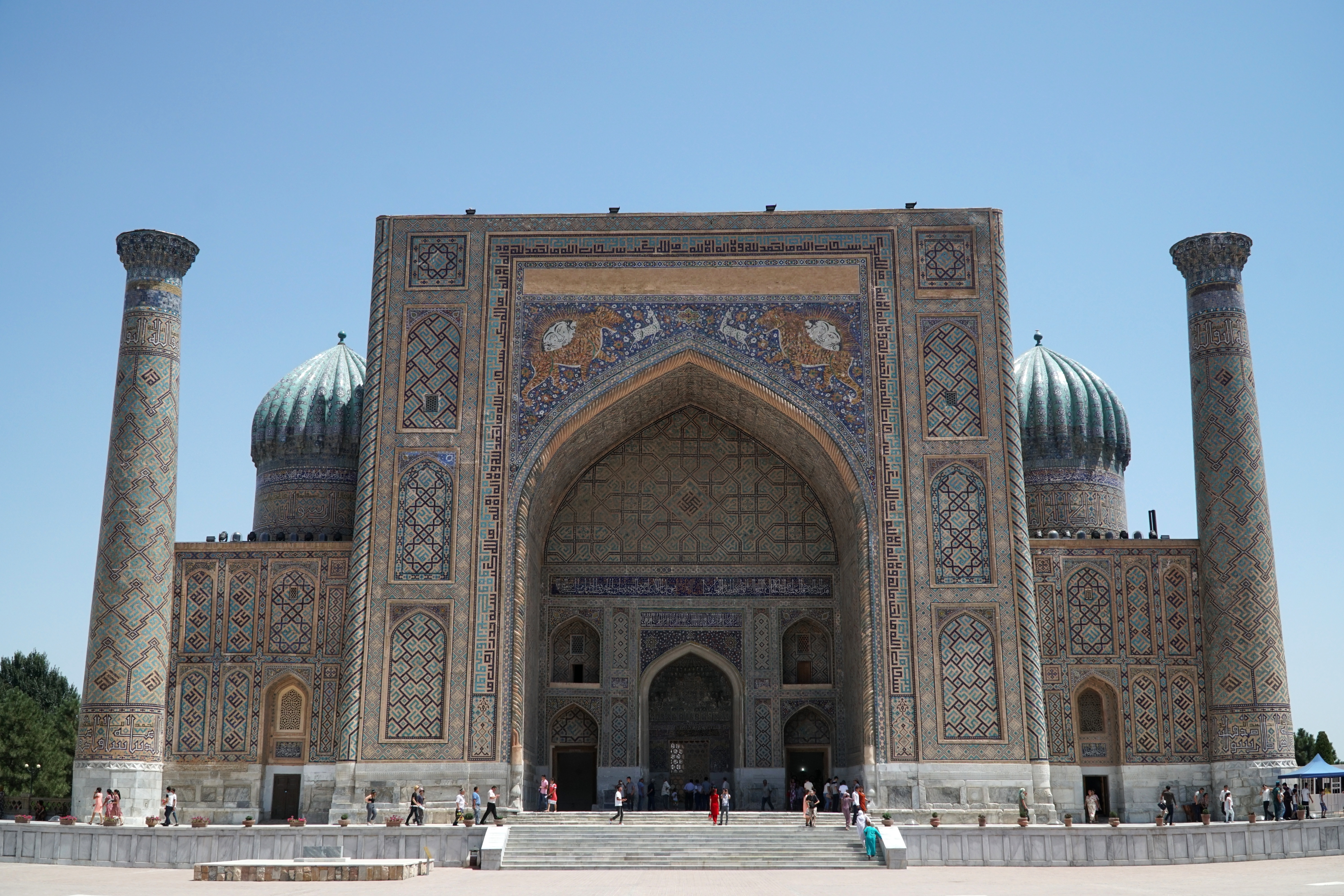
Scherdor-Medrese

Die Scherdor-Medrese (usbekisch Sherdor madrasasi) ist die östliche der drei Medresen am Registan-Platz in der usbekischen Stadt Samarkand.

## Beschreibung
Der Herrscher Samarkands, Yalangtush Bakhodur, ließ im 17. Jahrhundert die Sher–Dor-Madrasa und die Tilla-Kori-Madrasa am Registan-Platz errichten. Sher–Dor (von persisch شيردار, DMG Šīr-Dār) bedeutet „Löwe besitzend“ oder auch „mit Löwen versehen“. Sie war vom Architekten Abdujabor konstruiert worden. Die Ausstattung der Madrasa ist nicht so fein wie die Architektur des 15. Jahrhunderts (Die goldene Epoche). Trotzdem gehört diese Madrasa wegen der Harmonie der großen und kleinen Räume, der feinen Bilder und Mosaike, ihrer Monumentalität und der zweckmäßigen Symmetrie zu den wertvollsten Bauwerken Samarkands.